# Integráció
Az integráció kifejezés általános értelemben egységesülést, beilleszkedést, vagy beolvasztást, hozzácsatolást jelent.
Az integrációnak több formája, célja, módja létezik.

## Társadalmi integráció
Mind a sajtóban, mind a szakmai, tudományos munkákban rendkívül elterjedt fogalom használata több szempontból sem egységes, pontos jelentése inkább körvonalazható illetve folyamatos szociológiai tudományos viták tárgya is egyben:
Az ENSZ egyik független kutatóintézetének munkatársai szerint a kifejezéssel kapcsolatban négy megközelítést érdemes kiemelni. Az első szerint egy olyan mindent magába foglaló irányzat, melynél a társadalmi integráció egyenlő jogokat és lehetőségeket jelent minden emberi lény számára. Képviselői szerint akkor beszélhetünk társadalmi integrációról, ha tovább javítjuk az életlehetőségeket. Ennél a megközelítésnél a társadalmi integráció ellentéte a kizárás.
A második szerint a társadalmi integráció egyfajta növekvő szolidaritást és kölcsönös identifikációt jelent. Ilyen értelemben a társadalmi integráció úgy értelmezhető mint a harmonikus interakciót és szolidaritást elősegítő tényező a társadalom minden szintjén (pl. család, közösségek). Ennél a megközelítésnél a társadalmi integráció ellentéte a dezintegráció.
A harmadik szerint a társadalmi integráció negatív konnotációjú fogalom, ugyanis végeredményben mindenkire az uniformizáltságot kényszeríti rá.
A negyedik megközelítés szerint a társadalmi integrációnak sem pozitív sem negatív értelme nincs, ugyanis nagyon leegyszerűsítve nem más mint az emberi kapcsolatok egy létező strukturális mintája egy adott társadalomban.
Noha napi szóhasználatban kiemelten egyes kisebbségek, illetve a társadalomba kívülről érkező bevándorlókkal kapcsolatban kerül szóba, valójában bármelyik fenti megközelítést vesszük is figyelembe a fogalom jóval általánosabb; illetve ezek a leegyszerűsítő megközelítések és a szó ilyetén használata elfed valós társadalmi kérdéseket illetve számos társadalmi integrációs problémáról megfeledkezik.

## Gazdasági integráció
A gazdasági integráció elméleti alapjait Balassa Béla magyar közgazdász írta le az 1960-as években. A gazdasági integráció különböző fejlődési szakaszaiban az egyes országok piacai között fennálló korlátok folyamatos lebontása zajlik. A világ pillanatnyilag legintegráltabb nemzetközi gazdasági közössége az Európai Unió és az eurózóna.
A gazdasági integrációnak az alábbi fokozatai különíthetőek el:
- elsőbbségi kereskedelmi zóna (preferential trading area)
- szabadkereskedelmi zóna (free trade area)
- vámunió (customs union)
- közös piac (common market)
- gazdasági és monetáris unió (economic and monetary union)
- teljes gazdasági integráció (complete economic integration).

## Regionális integráció
A regionális integráció folyamata során az államok nemzetek feletti (supranational) területi alapú szervezetekbe tömörülnek, hogy javítsák együttműködésüket és csökkentsék a köztük fennálló feszültségeket. Több kísérlet történt ilyen együttműködések létrehozására a személyek, a munkaerő, az áruk, a termékek, a tőke szabad áramlásának biztosítása érdekében. A regionalizmus erős szálakkal kötődik a globalizmushoz és a globalizációhoz, de nem azonosak.

### A nemzetközi integráció okai és előnyei
- az integrálódás felé terel országokat a gazdaságos előállítás igénye:

(kis és közepes területű és népességű országokat főleg)
- termelőegységek méretének növekedése
- ipari ágazatok együttműködése
- kutatási és fejlesztési munkák növekedése
- nagy piac megteremtése a nagy termékszám miatt

- több munkahely alakul ki
- olcsóbbak lesznek a termékek

- politikai céllal is létrejöttek

- közös fellépés a nagyhatalmakkal szemben
- katonai erejük együtt erősebb

### A nemzetközi szinten zajló integrálódási folyamatok különböző formái
- az első lépések a protekcionizmushoz kapcsolódnak
- tényleges gazdasági-politikai integrációhoz évtizedek szükségesek
- a kezdeteket az egymás közötti kereskedelem bővítése jelenti
- lépcsői:

- preferenciális vámövezet (preferencia=kedvezmény, előnyben részesítés)

- egymásnak vám- és egyéb kereskedelmi kedvezményeket nyújtanak

- szabadkereskedelmi övezet

- szabadkereskedelem egymás között
- külsőkkel szemben a nemzeti kereskedelmi politika szerint

- vámunió

- szabadkereskedelem egymás között
- külsőkkel szemben egységes kereskedelmi politika (vám)

- ezeknél az integrációknál a nemzetgazdaságok lényegében önállóan működnek
- tényleges gazdasági együttműködés nincs még

- közös piac

- átmeneti állapot a gazdasági integráció felé
- áru, munkaerő és tőke szabadon áramolhat

(a termeléshez és az értékesítéshez szükséges feltételek szabad áramlása)
- gazdasági unió

- tényleges integrációs szerveződés
- az unió tagállamainak gazdasága összefonódik
- nem önálló nemzetgazdaságok vannak
- közös gazdaságpolitika
- közös beruházások

- monetáris unió

- a gazdasági unió legmagasabb szintje
- a tagok pénzforgalmában már nem az egyes nemzeti valuták, hanem az unió közös valutája szerepel
- közös valuta
- közös pénzalapok (az elmaradott térségek felzárkóztatásáért)- közös monetáris politika

- politikai unió

- az integrációs folyamatok legmagasabb foka
- a tagállamok politikai intézményei is összefonódnak (egységes politikai szerveződés)
- az önálló államok is megszűnnek ezzel

### Az integrációs szerveződések napjainkban
- több mint 100 integrációs megállapodás a világban (1/3-a működik!)
- egy kivételével mind szabadkereskedelmi megállapodás vagy preferenciális vámövezet
- egy részének célja:

- közös piac
- gazdasági unió

- Európai Unió

- 1957: Európai Gazdasági Közösség (Közös Piac)

- célja a közös piac létrehozása

- Benelux államok
- Franciaország
- NSZK
- Olaszország

- 1973: Nagy-Britannia, Írország, Dánia
- 1981: Görögország
- 1986: Spanyolország és Portugália
- 1995: Ausztria, Svédország és Finnország

1993: Európai Unió, a gazdasági unió fejlődési szakaszába lépett
1999: Monetáris Unió életbe lépett (2002-től az euró váltja fel a nemzeti valutákat)
- két fontos szabadkereskedelmi társulás

- NAFTA: Észak-amerikai Szabadkereskedelmi Társulás

- 1994: USA, Kanada, Mexikó

- APEC: Ázsiai-Csendes-óceáni Gazdasági Konferencia (jelenleg 21 tagállammal)

- 1989-ben jött létre

## Politikai integráció
A politikai integráció során az egyes államok szuverenitásuk egy részét államközi szervezeteknek adják például jobb gazdasági vagy érdekérvényesítési lehetőségek érdekében. A politikai integrációnak elkülöníthetőek az alábbi szintjei:
- perszonálunió
- föderáció
- konföderáció
- unió